# Thaumatomyia hallandica
Thaumatomyia hallandica är en tvåvingeart som beskrevs av Andersson 1966. Thaumatomyia hallandica ingår i släktet Thaumatomyia och familjen fritflugor. Arten är reproducerande i Sverige. Inga underarter finns listade i Catalogue of Life.